# Cidade sustentável
Uma cidade sustentável é uma cidade projetada considerando os impactos socioambientais. Numa cidade sustentável o modelo e a dinâmica de desenvolvimento, além dos padrões de consumo, respeitam e cuidam dos recursos naturais e das gerações futuras.
Aproveitando o poder de influência que as compras públicas têm sobre os fornecedores, as cidades podem adotar critérios para comprar apenas produtos avaliados como sustentáveis.
Com experiência de implantação da gestão ambiental na administração municipal, compras públicas sustentáveis, eficiência energética e gestão em edifícios públicos, o setor público de Barcelona é um exemplo de gestão em prol do meio ambiente.
- A cidade dispõe de certificações ambientais e trabalha com empresas certificadas pelas normativas atuais.
- Incorporação de cláusulas ambientais e éticas para certas licitações.

Até 2012:
- Todas as roupas das equipes de jardinagem possuem um selo de qualidade.
- 100% do papel utilizado também possui certificação
- Foi estabelecido o Plano de Segurança e Melhoramento de Energia em Edifícios Municipais (PEMEEM)
- Pelo menos 5% dos alimentos de todas as creches públicas possuem certificado de agricultura orgânica[2]

## Mobilidade sustentável
Mobilidade Sustentável é aquela que promove o planejamento integrado, levando em consideração a interdependência entre os transportes, a saúde, o ambiente e o direito à cidade e os inúmeros aspectos das politicas publicas como moradia, geração de emprego e renda, perfil de uso das fontes de energia utilizadas e, principalmente, para que haja integração de todos os modais de transporte. Priorizando principalmente a melhora da qualidade e o aumento do uso do transporte publico, a segurança e conforto de pedestres e ciclistas, melhorando a qualidade de vida de todos. Existem algumas práticas bem-sucedidas de planejamento urbano em varias partes do mundo.
O Plano Diretor de Mobilidade Urbana de Lyon, por exemplo, combina uma série de objetivos - incluindo a redução do tráfego automóvel, o desenvolvimento do transporte público, o estímulo à locomoção de bicicleta e a pé, a redução do número de acidentes e da poluição - além de promover a igualdade social e a redistribuição do espaço urbano.
Copenhague é conhecida atualmente por sua cultura da bicicleta e, de fato, este meio de transporte é bastante inserido na rotina da cidade. Neste contexto, a cidade, que reconhece a importância da bicicleta desde o início do século passado, tem o objetivo de ser considerada a melhor cidade do mundo para ciclistas em 2015. Para que isso se concretize, a cidade elaborou políticas, planos, programas e projetos que incentivaram o uso de bicicletas nos últimos anos. Copenhague conta com mais de 300 km de ciclovias e a maioria de suas estradas principais também possuem corredores para bicicletas em ambos os sentidos. Os problemas de estacionamento foram resolvidos com a instalação de stands de bicicletas por toda a cidade: nas ruas, nos estacionamentos públicos e privados, e em conjuntos habitacionais. Além disso, é possível trafegar com bicicletas no trem e no metrô.

## Exemplos por país

### Alemanha
Ao oferecer incentivos financeiros a produtores de energia renovável, a Alemanha tem estimulado o setor e, simultaneamente, reduzido as emissões de CO2.
- Heidelberg. A cidade introduziu de forma contínua o Orçamento Ambiental - um sistema de gestão para o uso de recursos naturais que complementa o orçamento financeiro e a gestão de recursos humanos. Ele aplica processos orçamentários periódicos, mecanismos e rotinas para gerir recursos naturais, de forma que os gestores municipais dediquem a mesma atenção e preocupação para esses recursos e para a qualidade ambiental.[6] A cidade também desenvolveu um sistema integrado de gestão energética para prédios públicos. De 1993 a 2004, a cidade conseguiu uma redução das emissões de CO2 dos prédios municipais (35%) e das instalações da universidade (13%), e tem recebido diversas premiações por seus projetos de proteção climática.[7]
- Stuttgart. Planejada respeitando e protegendo a natureza, Stuttgart explorou padrões de vento natural e a influência da vegetação. Mais de 60% da cidade é dotada de cobertura vegetal. A aplicação correta de “infraestrutura verde” foi usada para combater o efeito de ilhas de calor urbanas, o que beneficiou o meio ambiente, aumentando a biodiversidade e a qualidade do ar.[8]
- Hamburgo. Foi nomeada como Capital Verde Europeia de 2011. A cidade tem uma estratégia de planejamento integrado e participativo e um forte compromisso para uma visão sustentável.[9] Hamburgo possui mais de 300 empresas de energia renovável, incluindo energia solar, eólica, hidroeletricidade, geotermal e proveniente de biomassa. Promovendo esse tipo de energia, não somente protege o meio ambiente e seus recursos, mas também cria novos empregos.[10]
- Munique. Theresienhöhe é um antigo local em Munique, transformado em um bairro denso e verde. A área tem excelente acesso ao transporte público.[11]
- Friburgo: O estilo de vida sustentável dos alemães ficou ainda mais visível após a construção do bairro de Vauban, no município de Freiburg, projeto do arquiteto Rolf Disch, referência em obras que utilizam energia do Sol. Anteriormente, o terreno pertencia a uma base militar francesa no período da Segunda Guerra Mundial, desativada após a queda do muro de Berlim, em 1989. Entre 1997 e 2006 foram concluídas as construções das 2 mil moradias da vila, lar de 5 mil pessoas atualmente. Os imóveis de Vauban contam com estruturas térmicas similares as de Freiburg, porém, possuem placas solares em seus telhados, que suprem ao menos 20% da eletricidade demandada pela população local. As casas são planejadas para funcionarem como usinas, isto é, a energia excedente é repassada à rede pública, tal ação reduz os preços impostos pela companhia energética.[12] Cidade é considerada a mais sustentável do mundo- Embora tenha surgido no século XII, no sudoeste da Alemanha, a cidade de Freiburg pode ser considerada a metrópole do futuro, ou pelo menos figura entre as áreas urbanas mais desenvolvidas em termos de sustentabilidade no mundo inteiro. Como? Utilizando a energia solar para atender a demanda da população e expandindo rotas de ônibus elétricos e ciclovias por suas ruas e avenidas.

Após a Segunda Guerra Mundial, o município do estado de Baden-Württemberg precisou ser reconstruído e incluiu medidas de preservação ambiental e conservação de recursos naturais. Em 1986 foi criado um plano para proteção climática, revisado em 1996. Porém, já na década de 1970, os moradores de Freiburg protestaram contra a implantação de um complexo atômico no centro urbano, algo que prejudicaria a agricultura da região. Ou seja, a parceria entre governo e população fez com que a consciência ecológica chegasse às próximas gerações. Grande parte dos imóveis dos 220 mil habitantes são adeptos do conceito de “casa passiva”, no qual a construção possui isolamento térmico, algo que mantém a temperatura constante, e janelas amplas com três lâminas de vidro e sacadas projetadas para iluminar os ambientes sem prejudicá-los por raios de Sol em demasia. Edificações deste tipo são 10% mais caras em relação a obras comuns, porém consomem apenas 10% do que gastariam as regulares. Numa cidade com 500 km de ciclovias e 200 mil bicicletas, medidores de poluição são espalhados só para evidenciar o baixo nível de emissão de CO2. Como em Freiburg circulam cerca de 100 mil automóveis, ou seja, metade da frota de bikes, o governo determina que os veículos atinjam apenas 30 km por hora e cobra até R$ 50 mil em vagas para estacionar carros. Entretanto, transporte não parece ser problema para a “metrópole mais sustentável do mundo”, pois o local possui diversas linhas de bondes elétricos de instalação barata e adaptados para receber os ciclistas. Freiburg aproveita suas 1.800 horas de Sol a pino com aproximadamente 1.800 painéis fotovoltaicos espalhados por 400 metros. Até o Mage Solar Stadium, campo de futebol do time da cidade, fornece um serviço de primeira: funciona como usina solar e abastece 9 mil residências.

### Austrália
- Melbourne. A cidade estabeleceu a ambiciosa meta de "Emissões Zero em 2020" com o objetivo de agir localmente para que a mudança climática global seja estabilizada.[13]
  - O CH2[14], foi desenhado para se tornar o prédio com melhor design sustentável da Austrália, é o novo prédio da prefeitura de Melbourne. A arquitetura visa à economia de água e energia, além de melhorar o bem- estar de seus ocupantes. Para tal, o edifício se adapta a quatro situações diferentes: dia e noite e inverno e verão.[15][16]

### Áustria
A cidade de Viena, na Áustria, gasta cerca de cinco bilhões de euros por ano em diferentes produtos e serviços. Aproveitando o poder de influência que tamanhos gastos têm sobre os fornecedores, a cidade resolveu adotar a política de compras “considerando a necessidade real de efetuar a compra, as circunstâncias em que tais produtos foram gerados, levando em conta os materiais e as condições de trabalho de quem os gerou, e uma avaliação de como os produtos se comportaram em sua vida útil e a sua disposição final”. Dessa maneira a Prefeitura de Viena estima que está reduzindo anualmente suas emissões de CO2 em 30 mil toneladas.

### Brasil
Lançado em 23 de março de 2021, o Índice de Desenvolvimento Sustentável das Cidades analisou o cumprimento das 770 cidades brasileiras signatárias do Programa Cidades Sustentáveis com relação aos Objetivos de Desenvolvimento Sustentável (ODS). Os resultados do indicador refletiram as desigualdades regionais brasileiras. As 100 cidades de melhor desempenho são municípios do Sudeste e Sul do Brasil, das quais 80 são paulistas, inclusive a primeira colocada, Morungaba. Já entre as 100 com pior desempenho, 86 estão situadas nas regiões Norte e Nordeste do país, incluindo a última colocada, Moju (Pará). O indicador foi elaborado pelo Programa Cidades Sustentáveis (ligado ao Instituto Cidades Sustentáveis), pela Rede de Soluções de Desenvolvimento Sustentável (ligado à Organização das Nações Unidas), pelo Centro Brasileiro de Análise e Planejamento (Cebrap) e pelo Projeto CITinova

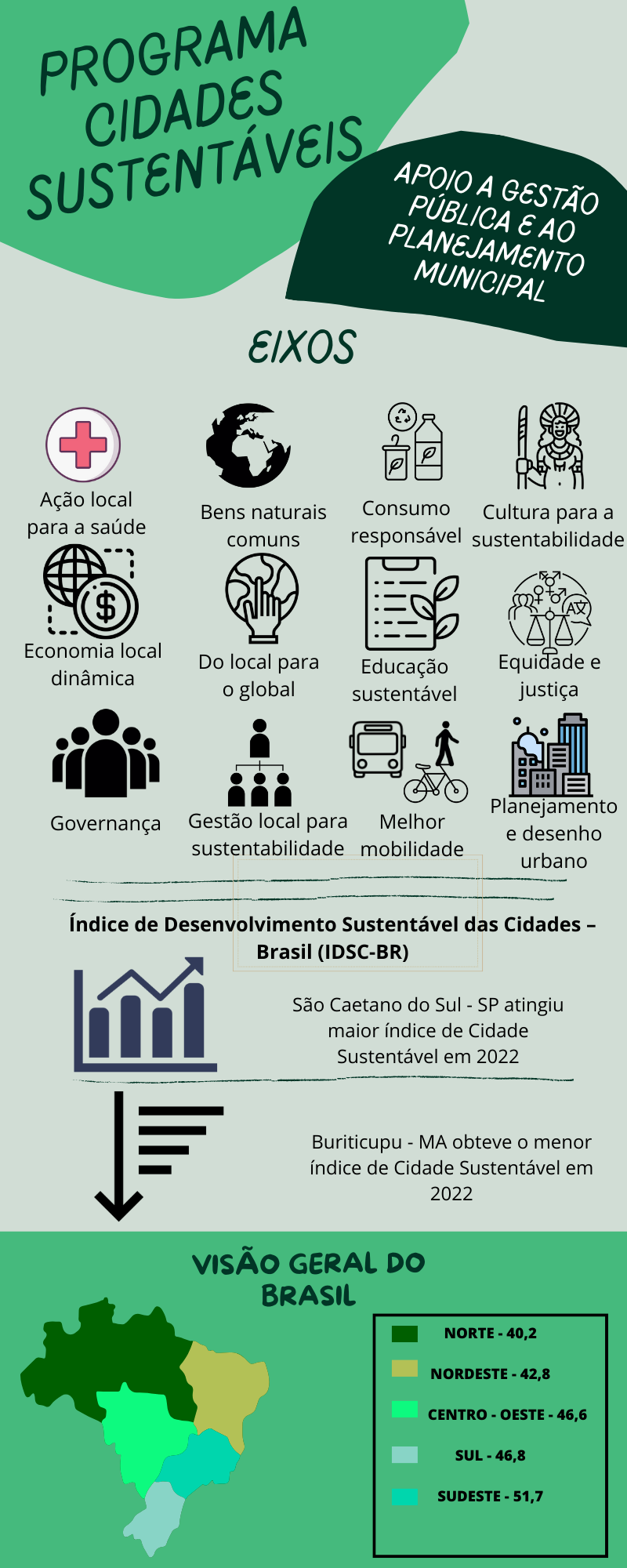
Programa Cidades Sustentáveis

- Porto Alegre. Há 22 anos, a Prefeitura de Porto Alegre implementou um sistema de co-gestão com a participação da comunidade para a estruturação do orçamento da cidade. O Orçamento Participativo é um processo dinâmico de planejamento do orçamento que se ajusta periodicamente às necessidades locais, buscando sempre um formato facilitador do debate entre o governo municipal e a população.[21]
- São Carlos. Com 37 Conselhos Municipais, Orçamento Participativo e Conferências Municipais, a cidade de São Carlos promove a participação social nas diferentes áreas das políticas públicas.[22]
- Paragominas. Há três anos, o município era considerado sinônimo de desmatamento, mas com o projeto Município Verde a situação mudou e Paragominas virou exemplo de sustentabilidade na prática. Hoje o município conta com 66,45% de todo seu território em floresta nativa consideradas como áreas protegidas.[23]
- Rio Branco. A capital do Acre possui a maior rede cicloviária per capita do país, com cerca de 160 quilômetros de vias cicláveis projetadas e mais de 100 quilômetros de vias (ciclovias e ciclofaixas) já em funcionamento para um total de 350 mil habitantes, onde o principal uso da bicicleta é como meio de transporte.[24]
- Curitiba. Curitiba, a capital do Paraná,é também considerada uma cidade modelo em sustentabilidade, por apresentar projetos inovadores em gestão pública, em destaque, a sua gestão ambiental, que desde as primeiras ações,mostrou-se preocupada com a preservação do meio ambiente. Curitiba ao instituir o Sistema Municipal de Gestão Sustentável demonstrou a sua vontade política em desenvolver ações voltadas à sustentabilidade ambiental, entre elas, quando decidiu regulamentar e implantar as compras públicas sustentáveis e, desta forma, integrar os aspectos ambientais, sociais e econômicos em todos os estágios do processo de compra.
- Sorocaba. A cidade possui a segunda maior malha cicloviária do país, atrás apenas do Rio de Janeiro, contando ainda com um sistema gratuito de bicicletas públicas semelhante ao Vélib' de Paris. Em 2013 foi uma das oito cidades escolhidas pela ONU para participar do Projeto Urban LEDS (Promovendo Estratégias de Desenvolvimento Urbano de Baixo Carbono em Países Emergentes). A cidade conquistou quatro vezes seguidas o Selo Verde e Azul pelo desempenho em dez diretivas: Esgoto Tratado, Resíduos Sólidos, Arborização Urbana, Educação Ambiental, Cidade sustentável, Uso da Água, Estrutura Ambiental e Conselho Ambiental.[25]

### Canadá
- Vancouver. O Plano Estratégico da Região Habitável (LRSP) é uma estratégia oficial para organizar o crescimento da Grande Vancouver. Este documento tornou-se um marco para a tomada de decisões sobre o uso do solo e da rede de transportes em escala regional por parte dos 21 municípios que formam a região, criado para controlar o crescimento demográfico de forma a proteger e melhorar a qualidade e a conservação do entorno, além de proporcionar comunidades habitáveis e integradas. No ano de 2009, o governo da cidade de Vancouver, lançou um programa a fim de compartilhar livremente com cidadãos, empresas e outras jurisdições, a maior quantidade de dados possível. Estes conjuntos de dados, publicados online na data.vancouver.ca, estão agregados a programações, numa ampla variedade de formatos. Este procedimento segue a lógica do que atualmente é definido como Dados abertos Governamentais.[26][27]

### China
- Rizhao. A cidade utiliza a energia solar para o fornecimento de energia, aquecimento e eletricidade, desde 1990. O governo municipal tornou obrigatória a instalação de aquecedores solares em todos os prédios. Em consequência disso, 99% dos residentes do município possuem aquecedores solares de água.[28]

### Colômbia
- Medelim. Por meio da aplicação de um modelo alternativo de reordenamento, reajustes no uso do solo e recuperação ambiental, a gestão do projeto “Viviendas con Corazón” teve como meta melhorar as condições de vida de suas famílias da cidade de Medellín.[29]
- Bogotá. Bogotá, pela viabilização do transporte sustentável, se tornou uma cidade mais segura e saudável, com maior integração social e econômica. TransMilenio, um sistema rápido e acessível de ônibus.[30] Graças à grande rede de bibliotecas públicas existente em Bogotá, a cidade foi reconhecida como a Capital Mundial do Livro e a Capital Iberoamericana da Cultura 2007.[31]

### Coreia do Sul
- Seul. A cidade optou pela recuperação do rio Cheonggyecheon e a renovação urbana. O foco do projeto foi criar um lugar revitalizado, onde pessoas pudessem desfrutar do tempo livre, o qual reincorporou o rio à cidade. A cidade lançou o projeto “Smart Seoul 2015” (Seul Inteligente 2015), o qual prevê que a conectividade deverá ser gratuita e para todos até 2015. A prefeitura está instalando pontos de acesso wi-fi gratuito em todos os espaços públicos da cidade. Seul é considerada líder mundial em uma pesquisa sobre “governos eletrônicos”

### Dinamarca
- Thisted. Thisted é 100% autossuficiente em energia renovável. A substituição do abastecimento da cidade foi iniciada na década de 80, com investimento em energia eólica, geotérmica, solar, entre outras.[32]
- Copenhague. A cidade é conhecida atualmente por sua cultura da bicicleta e, de fato, este meio de transporte é bastante inserido na rotina da cidade, 87% das viagens feitas pelos residentes na cidade (para o trabalho e/ou a escola) são feitas a pé, de bicicleta ou de transporte público. Em 2000, a cidade de Copenhague fez parte de um grande projeto de fazenda eólica em alto mar chamado Middelgrunden, que se estende dois quilômetros ao longo da costa. Embora a energia eólica produzida em Copenhague tenha como finalidade o consumo nacional, este caso mostra que cidades podem ser visionárias e produzir e gerir sua própria energia.[33][5]

### Emirados Árabes Unidos
- Masdar City, Abu Dhabi. Primeira cidade do mundo com emissão zero de carbono, incorporando a sustentabilidade em todos os aspectos da sua concepção e planejamento. Sua conclusão está prevista para 2018.[carece de fontes?]

### Equador
- Ilhas Galápagos. Em março de 2010, para resolver o problema de resíduos decorrente dos níveis insustentáveis de consumo nas Ilhas, pelo contínuo crescimento, tanto do turismo quanto da população moradora, foi criado o Plano de Manejo de Resíduos para as Ilhas Galápagos.[carece de fontes?]

### Estados Unidos
- São Francisco. Com a iniciativa “Zero Waste” (“Resíduos Zero”), 78% dos resíduos produzidos na cidade de São Francisco deixaram de ser encaminhados para o aterro sanitário, para serem reintroduzidos em diversos processos produtivos.
- Portland. A cidade de Portland incorpora as características naturais do território na infraestrutura existente da cidade, buscando reduzir os riscos em épocas de chuva e promover a filtragem da água de forma natural, com diferentes tipologias de intervenções.
- Seattle. A cidade tem uma das maiores concentrações de edifícios verdes nos EUA e uma poderosa indústria de construção sustentável.

### Nova Zelândia
Em 2002, a estratégia de resíduos da Nova Zelândia torna-se a principal política dos governos central e locais para minimizar o desperdício e desenvolver melhor o manejo. A estratégia contém 30 metas para reduzir o volume de materiais descartados e melhorar a gestão e a eficiência na utilização dos recursos.

### Portugal
- Lisboa. O Mapa de Ruído da Cidade de Lisboa foi lançado em 2000, o qual representou os níveis de ruído de acordo com indicadores estabelecidos pela legislação nacional.[carece de fontes?]

### Quênia
- Nairóbi. Kibera, uma favela de Nairóbi, no Quênia, encontrou uma solução para seus problemas referentes à coleta, gestão e desperdício de resíduos, através da criação de um novo tipo de espaço público, os “parques produtivos”.[carece de fontes?]

### Reino Unido
- Totnes. Na cidade nasceu o movimento das Cidades em Transição (Transition Towns), que foi criado com o objetivo de transformar as cidades em modelos sustentáveis, menos dependentes do petróleo, mais integrados à natureza e mais resistentes a crises externas, tanto econômicas como ecológicas.
- Sutton. BedZED é uma ecovila com cem casas no sul de Londres que usa técnicas de eficiência energética para criar uma “comunidade com emissão zero”.
- Londres. Com o intuito de suprir os Jogos Olímpicos com produção local, as autoridades colocaram como meta 2.012 novas hortas comunitárias até o evento esportivo, em 2012.
- Woking. Tecnologias que geram energia em pequena escala, geralmente na faixa de 3 a 10 mil kW, são distribuídas perto de onde a eletricidade é consumida e fornecem uma alternativa ao sistema de energia elétrica tradicional. Uma combinação de instalações de energias renováveis, juntamente com medidas de eficiência energética, tem conseguido reduzir as emissões de CO2 decorrentes do consumo de energia.
- Bristol. Bristol desenvolveu um programa de monitoramento em tempo real da qualidade do ar integrado com o Plano de Mobilidade Sustentável.

### Suécia
- Lincopinga. Os resíduos provenientes de cantinas e restaurantes são utilizados para produzir biogás. Isso resultou em menor volume de resíduos, em maior uso de combustível não fóssil no transporte público da cidade e em mais disponibilidade de biofertilizante para a agricultura.[34]
- Vexiônia. Em 1996, Vexiônia decidiu não depender mais de combustíveis fósseis. O município fez parcerias com empresas locais, indústrias e companhias de transporte para atingir esse objetivo. Criaram o compromisso político para eliminar o uso de combustíveis fósseis e reduzir as emissões de CO2.[35]
- Estocolmo. Estocolmo foi nomeada a primeira Capital Verde Europeia, em 2010. A cidade foi escolhida por possuir um sistema administrativo integrado que garante a consideração de aspectos ambientais em orçamentos, planejamentos operacionais, relatórios e monitoramentos, além de reduzir as emissões de CO2 em 25% entre 1990 e 2005, e ter o objetivo de zerar o uso de combustíveis fósseis até 2050. O programa Veículos Limpos em Estocolmo, que teve início em 1996, pretendeu transformar todos os veículos da cidade em não poluentes.[36][37]
- Hammarby Sjöstad. De zona industrial degradada a exemplo de gestão meio ambiental. Essa é a história de Hammarby Sjöstad, um dos bairros mais sustentável de Estocolmo.[38]